# بيل دبليو. باروخ
بيل دبليو. باروخ (بالإنجليزية: Belle W. Baruch)‏ هي سيدة أعمال أمريكية، ولدت في 16 أغسطس 1899، وتوفيت في 25 أبريل 1964.